# Prosopocera subinermicollis
Prosopocera subinermicollis là một loài bọ cánh cứng trong họ Cerambycidae.